# Шамбрен, Адольф де
Шарль Адольф де Шамбрен (11 августа 1831, Марвежоль — 13 сентября 1891, Вашингтон) — французский юрист, публицист, маркиз де Пинетон.
Происходил из семьи военных, военными были его отец и дед. Был, по воспоминаниям современников, настоящим главой семьи. Имел юридическое образование, с 1853 года был архивариусом и палеографом. Свободно владел английским языком. После прихода к власти Наполеона III выпустил несколько брошюр, в которых подверг жёсткой критике режим Второй империи, после чего оставаться во Франции для него стало нежелательно. 
В декабре 1864 года получил назначение судебным советником при посольстве Франции в США, куда имел намерение впоследствии перевезти свою семью и где прожил до конца жизни. В Америке он встречался с Авраамом Линкольном, многими местными юристами, о встречах с которыми часто писал жене. 
Его сын Шарль Шамбрен (1873—1952) стал академиком и впоследствии перевёл эти письма на английский язык. В Америке Шамбрен также занимался написанием научных работ по правоведению, адвокатской практикой и преподавал конституционное право.
Основные работы: «Du Régime parlementaire en France; essai de politique contemporaine» (Париж, 1857); «Le Pouvoir executif aux Etats-Unis, étude de droit constitutionnel» (Нью-Йорк, 1873 и Париж, 1876).